# تشيف بافالو تشايلد لونغ لانس
تشيف بافالو تشايلد لونغ لانس هو صحفي كندي، ولد في 1 ديسمبر 1890 في وينستون-سالم في الولايات المتحدة، وتوفي في 20 مارس 1932 في لوس أنجلوس في الولايات المتحدة.